# Okręg Brignoles
Okręg Brignoles (fr. Arrondissement de Brignoles) – okręg w południowo-wschodniej Francji. Populacja wynosi 107 tysięcy.

## Podział administracyjny
W skład okręgu wchodzą następujące kantony:
- Aups,
- Barjols,
- Besse-sur-Issole,
- Brignoles,
- Cotignac,
- Rians,
- Roquebrussanne,
- Saint-Maximin-la-Sainte-Baume,
- Tavernes.